# Parc national de Maria Island
Le parc national de Maria Island est un parc national australien, en Tasmanie, à 60 km à vol d'oiseau au nord-est de Hobart mais à 90 km par la route jusqu'à Triabunna où se trouve un ferry. Le parc  est très apprécié des visiteurs soit pour une randonnée d'une journée soit pour un séjour plus prolongé.

## Histoire et paysages
Le patrimoine historique et naturel de l'île Maria attire de nombreux touristes. En plus des bâtiments industriels et des bagnes condamnés en ruines, il y a de nombreux sites naturels et possibilités de promenades. Le mont Maria est le point culminant de l'île avec ses 711 mètres d'altitude et demande approximativement six heures de marche aller-retour. Le mont Bishop et Clerk, un pic au nord de l'île, demande environ quatre heures. Les falaises de grès connues sous le nom de Painted Cliffs sont situées juste au sud de Darlington. À environ 30 minutes de marche vers le nord à partir de Darlington on trouve Fossil Cliffs, en bordure de Fossil Bay avec ses nombreux fossiles.

## Animaux
L'île est considérée par BirdLife International comme une zone importante pour la protection des oiseaux (ZICO), car elle abrite un nombre important d'oiseaux comme les espèces menacées Perruche de Latham et Pardalote de Tasmanie, plus de 1 % de la population mondiale de Goéland austral ainsi que des populations de la plupart de  espèces d'oiseaux endémiques en Tasmanie. Le Céréopse cendré est commun sur l'île, comme le sont les kangourous, les bettongia et d'autres marsupiaux. On peut voir des Wombats à peu près partout sur l'île. On y trouve aussi trois espèces de serpents venimeux dangereux pour l'homme : le Serpent-tigre, Austrelaps superbus et Drysdalia coronoides.

## Partie maritime
Le parc a une partie maritime qui s'étend de Fossil Bay sur la côte nord de l'île jusqu'à Return Point sur la côte ouest et s'étend jusqu'à un kilomètre au large. Au sud-ouest de Painted Cliffs et juste à l'extérieur de la partie maritime du parc, un cargo désaffecté a été coulé en 2007 pour former un récif de plongée. Il y a aussi de nombreuses épaves autour de l'île.

## Installations pour les visiteurs
Il n'y a pas de magasins sur l'île. Tout le matériel et les vivres doivent être apportés par les visiteurs. Darlington a à la fois une alimentation en eau potable et de l'eau en réservoir. Il y a aussi des aires de camping à Darlington, French's Farm, Robey's Farm et Encampment Cove. Les campings de French's Farm, Robey's Farm et Encampment Cove ont des réservoirs. Les Rangers doivent être consultés sur l'approvisionnement en eau dans ces réservoirs avant de s'aventurer au sud de Darlington. À Darlington, l'ancien pénitencier a été transformé en logement, chaque pièce contenant des lits superposés et un poêle à bois. Il y a aussi des douches ainsi que des barbecues à gaz pour les touristes.

## Galerie

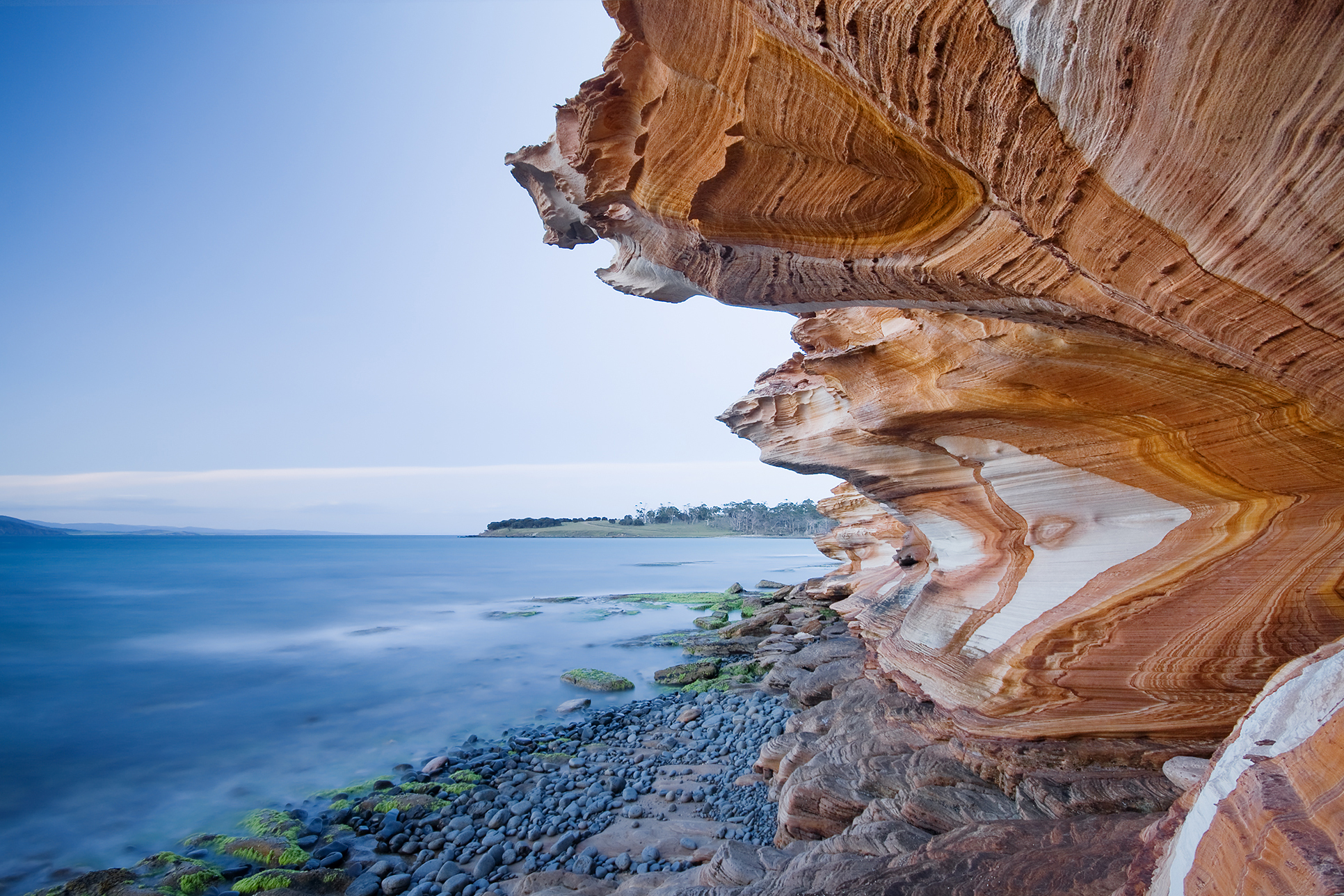
Painted Cliffs
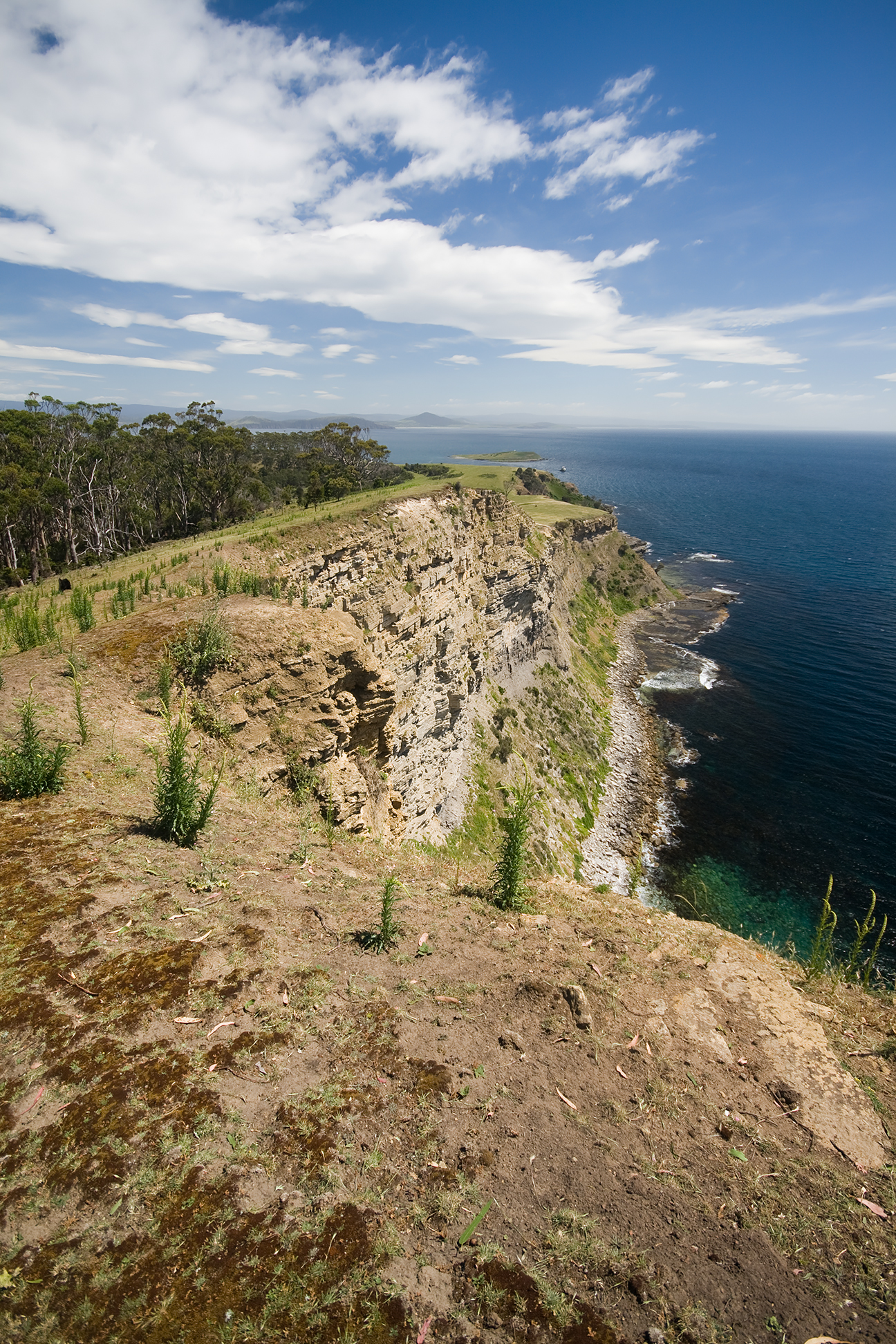
Fossil Cliffs
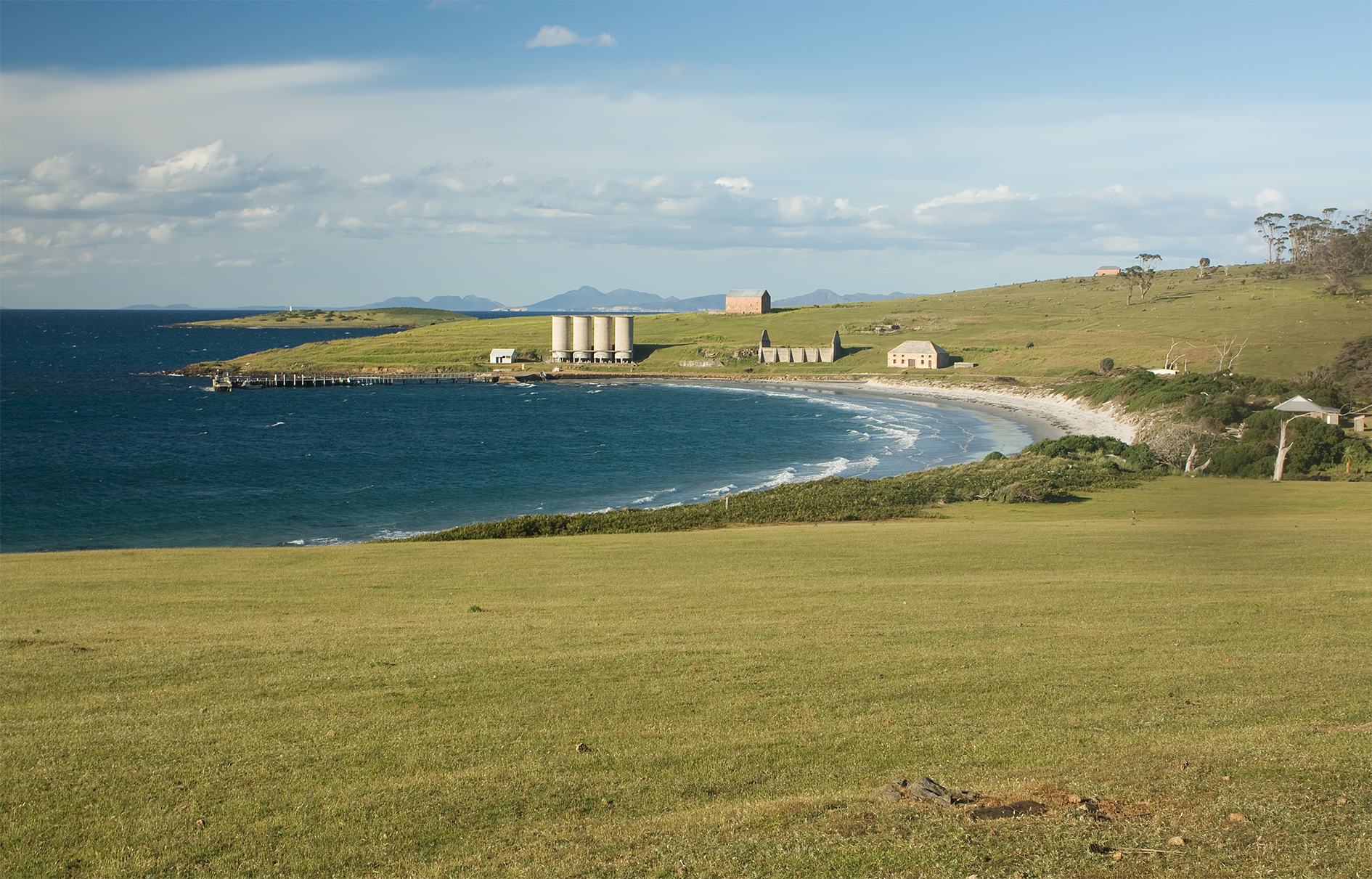
La jetée de Maria Island